# MOVIE2 1/2
「MOVIE2 1/2」（ムービー2 1/2）は、日本のロックバンド、ユニコーンのビデオクリップ集。

## 解説
- 初のビデオクリップ集。
- 本作は後に「MOVIE9 1/2」にまとめられたため、DVDで発売されていない。

## 収録曲
※PVについてはそれぞれの項目にて。
1. I'M A LOSER
2. ペケペケ
3. 大迷惑
4. デーゲーム/坂上二郎とユニコーン
5. パパは金持ち
6. 君達は天使

全監督：板屋宏幸